# Rethink Afghanistan
Pour plus de détails, voir Fiche technique et Distribution.
Rethink Afghanistan est un film documentaire américain réalisé par Robert Greenwald, sorti en 2009. 
Produit par Brave New Films, ce film documentaire tente de dresser un bilan de l'action américaine en Afghanistan et est partisan d'un retrait des troupes américaines. Composé de six chapitres, le film est d’abord diffusé en ligne gratuitement, à partir de janvier 2009 sous la forme d'une série de courtes vidéos dans le cadre d’une campagne anti-guerre,,.

## Synopsis

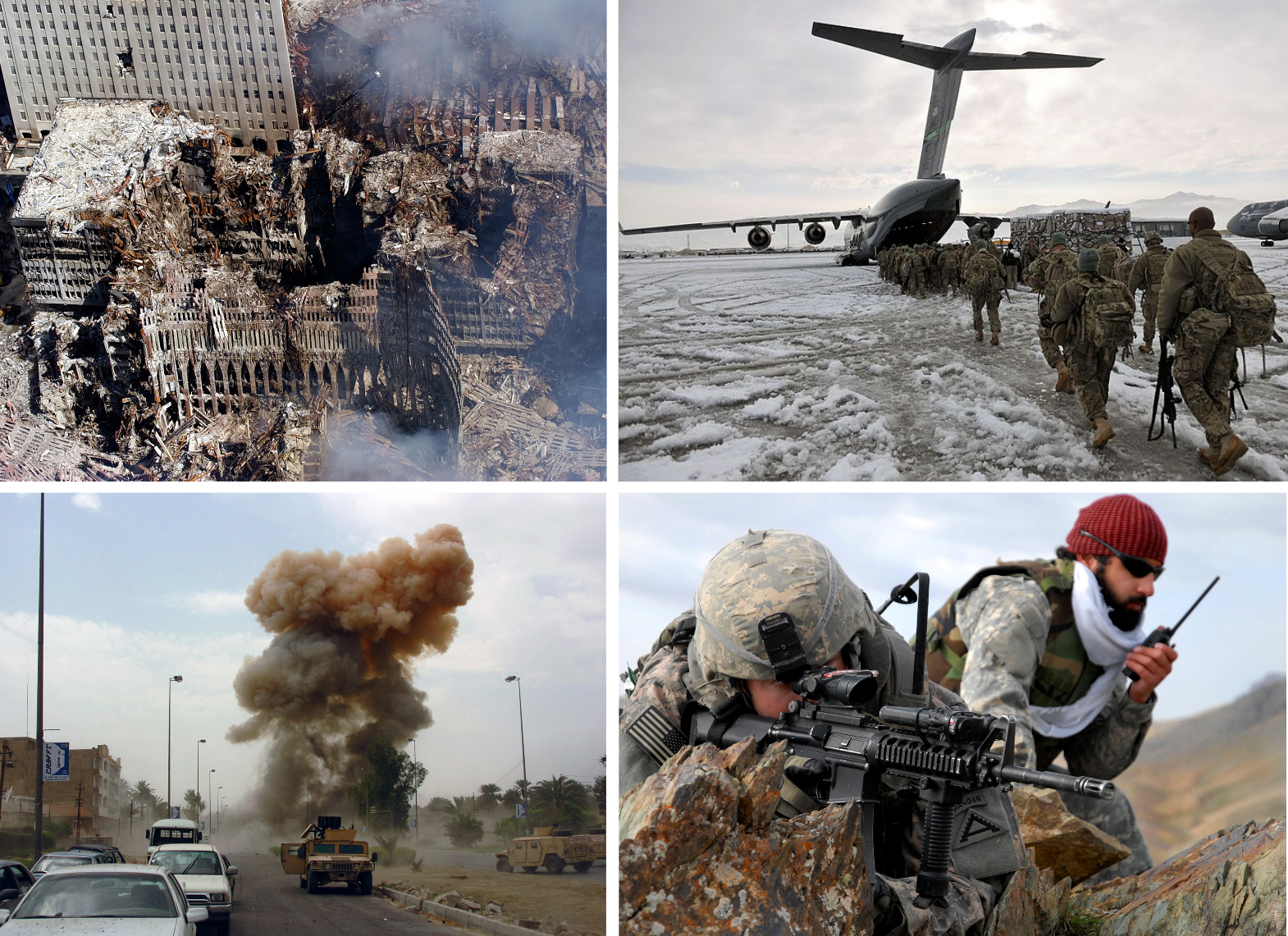
À la suite des attentats du 11 septembre 2001, les troupes américaines ont attaqué et occupé l'Afghanistan. Le documentaire dresse un bilan de l'action américaine et propose une sortie de l'occupation.

Le documentaire est composé de six parties intitulées :
1. More Troops + Afghanistan = Catastrophe se concentre sur les risques de l'escalade militaire[3],[4].
2. The Most Dangerous Country in the World étudie la déstabilisation du Pakistan, pays voisin, armé de la bombe nucléaire[3],[5].
3. The Cost of War explique que les coûts de la guerre pourrait dépasser les mille milliards — mille milliards font un trillion sur l'échelle courte et un billion sur l'échelle longue — de dollars américains[3],[6].
4. Civilian Casualities détaille les pertes civiles engendrées par les frappes aérienne américaines sur le pays[3],[7].
5. Women of Afghanistan lance un débat sur l'hypothèse que la guerre peut libérer les femmes afghanes[3],[8].
6. Security présente trois anciens haut-agents de la CIA qui expliquent pourquoi il n'y a pas de victoire à remporter en Afghanistan[3],[9].

## Distribution
En janvier 2009, Brave New Films commence à diffuser gratuitement en ligne la première partie du film. Tous les segments suivront la même procédure. Lors d'une présentation, Robert Greenwald déclare qu'il s'agit de sa première diffusion gratuite et complète d'un film en ligne. Selon lui, cela a permis à plus de gens de s'exprimer sur la manière de repenser la politique en Afghanistan avant la sortie complète. Le 2 octobre 2009, le film est projeté en salles dans le M.U.C.K. Film Festival au Canada et à New York aux États-Unis. Le 31 octobre, il est diffusé à Santa Monica en Californie. Enfin, le DVD sort le 10 novembre de la même année.

## Participants
- Tariq Ali[5]
- Faiysal Alikhan[4],[5]
- Andrew Bacevich[4],[5],[6]
- Orzala Ashraf[8]
- Robert Baer[9]
- Shukria Barakzai[4],[8]
- Thomas J. Barfield[4]
- Ramazan Bashardost[4],[6]
- Christopher Bentley
- Linda J. Blimes[6]
- Pratap Chatterjee[6]
- Juan Cole[9]
- Steve Coll[5]
- Catherine Collins[5]
- Jo Comerford[6]
- Carl Conetta[4],[5],[6],[9]
- Graham Fuller[9]
- Fatana Gailani[8]
- Erica Gaston[7]
- Anand Krishna Goyal[4],[6],[8]
- Robert Grenier[9]
- Zaid Hamid
- Tom Hayden[9]
- Ann Jones[7],[8]
- Stephen Kinzer[4],[5]
- Sonali Kolhatkar[7],[8],[9]
- Lawrence Korb[6],[9]
- Orzala Ashraf Nemet
- Sharmeen Obaid-Chinoy[8]
- Robert Pape[4],[7]
- Ursala Rahmani[9]
- Kavita Ramdas[8]
- Ahmed Rashid[5],[6],[9]
- Rory Stewart[5],[6],[9]
- Mohammed Osman Tariq[4],[9]
- Fahima Vorgetts[8]
- Winslow Wheeler[6]

## Analyse

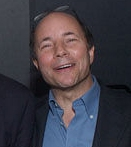
Robert Greenwald est le réalisateur de Rethink Afghanistan.

L'opposition à la guerre est une part importante du militantisme de Robert Greenwald qui a également réalisé Uncovered: The War on Iraq (2002, 2004) et Iraq for Sale: The War Profiteers (2006). Le premier critique les motivations politiques derrière la guerre en Irak et le second s'oppose à la privatisation des services militaires. Rethink Afghanistan tente de dresser un bilan de l'action américaine en Afghanistan. Le documentaire est en faveur du retrait des troupes américaines du pays, toujours sous le contrôle des forces de l'OTAN.
Les spectateurs de Rethink Afghanistan sont incités à devenir des militants et à signer des pétitions à destination du Congrès contre l'escalade militaire, en faveur d'une solution pacifique par les négociations et pour la mise en place d'une stratégie de sortie. En agissant ainsi, Robert Greenwald exprime ses opinions et tente de faire réagir l'opinion publique. Le réalisateur traverse la ligne entre le journaliste et le militant politique.